# Hrabstwo Pike (Missouri)
Hrabstwo Pike (ang. Pike County) – hrabstwo w stanie Missouri w Stanach Zjednoczonych.
Obszar całkowity hrabstwa obejmuje powierzchnię 684.81 mil2 (1 774 km²). Według danych z 2010 r. hrabstwo miało 18 516 mieszkańców. Hrabstwo powstało w 1818.

## Główne drogi
- U.S. Route 54
- U.S. Route 61
- Route 79
- Route 161

## Sąsiednie hrabstwa
- Hrabstwo Ralls (północny zachód)
- Hrabstwo Pike (północny wschód)
- Hrabstwo Calhoun (wschód)
- Hrabstwo Lincoln (południe)
- Hrabstwo Montgomery (południowy zachód)
- Hrabstwo Audrain (zachód)

## Miasta
- Bowling Green
- Clarksville
- Curryville
- Frankford
- Louisiana

## CDP
- Ashley
- St. Clement

## Wioski
- Annada
- Ashburn
- Eolia
- Paynesville
- Tarrants